# Freddy (cycloon)

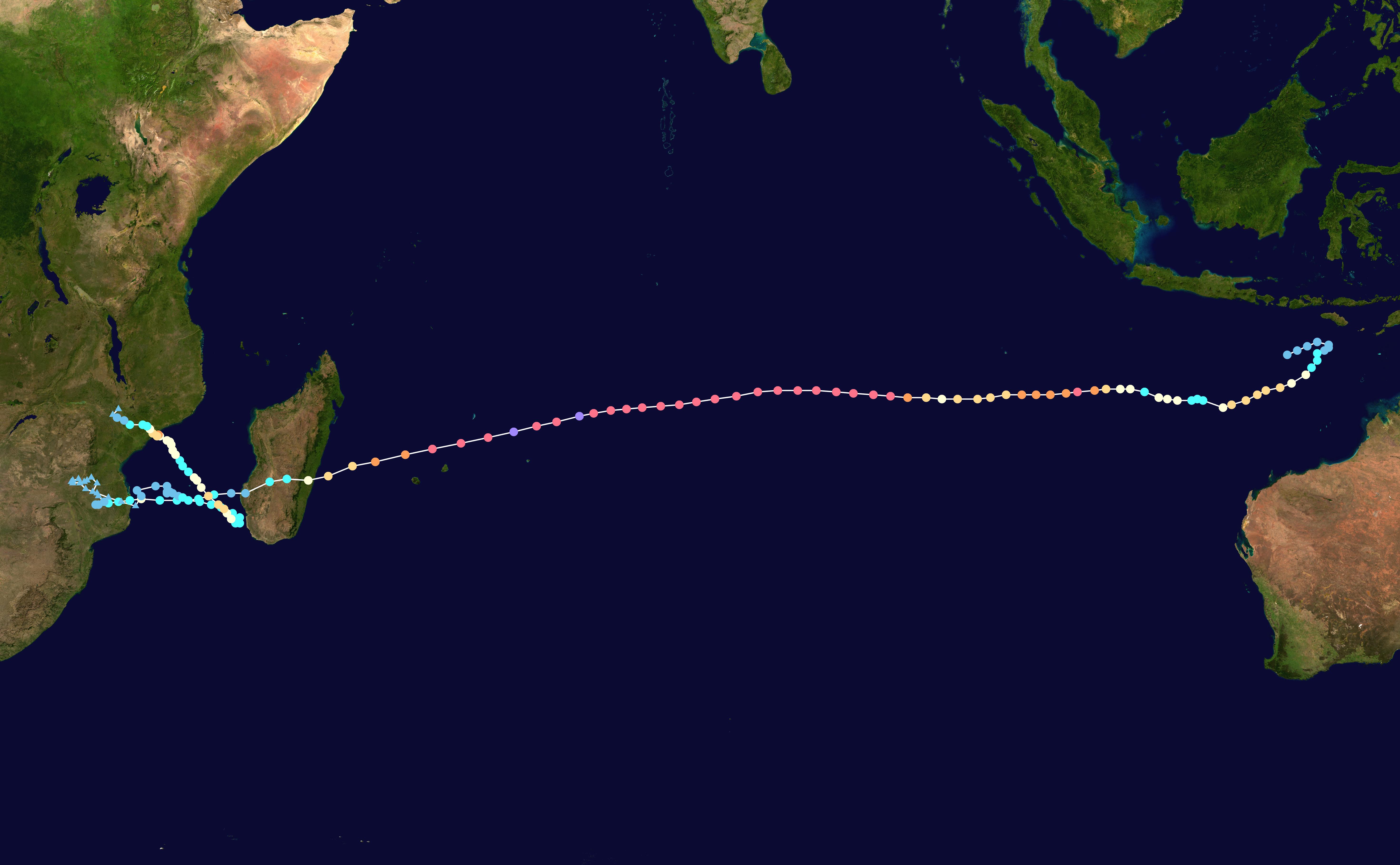
Het pad van de cycloon, ontstaan rond Australië (rechts), en route naar zuidwest-Afrika (links).

De zeer intense tropische cycloon Freddy was een uitzonderlijk langdurige, krachtige en dodelijke tropische cycloon die van 4 februari tot 14 maart 2023 gedurende meer dan vijf weken over de zuidelijke Indische Oceaan trok. De storm ontstond rond 30 januari als tropische depressie boven de Timorzee. Freddy is zowel de langstdurende als de krachtigste tropische cycloon die ooit is geregistreerd. Het was de vierde met naam genoemde storm van het cycloonseizoen 2022-23 in de Australische regio en de tweede zeer intense tropische cycloon van het cycloonseizoen 2022-23 in het zuidwesten van de Indische Oceaan. 
Er vielen ruim 270 doden en tienduizenden raakten dakloos. Het hardst geteisterde land was Malawi, maar ook Mozambique, Madagaskar, Zimbabwe en Mauritius werden getroffen. 